# Ткаље
Ткаље или плетиље (лат. Ploceidae) су породица птица певачица, која укључује 15 родова и 117 врста. Све врсте ове породице су аутохтоне на простору Старог света, већина насељава Африку јужно од Сахаре, док мањи број живи у тропским крајевима Азије. Један број врста је интродукован на просторе где нису биле аутохтоне. Верује се да је породица настала средином Миоцена. Своје име ткаље дугују начину на који свијају своја гнезда.

## Таксономија и систематика
Аутор породице ткаља (Ploceidae) је шведски зоолог Карл Јакоб Сундевал, који ју је први пут поменуо 1836. под именом Ploceïdes. Према Луису Аљендеу и сарадницима, оне нису блиско сродне породицама врабаца (Passeridae) и срнадица (Emberizidae).

### Класификација
Према данас важећој класификацији следећи родови припадају породици ткаља (Ploceidae):
- Род Bubalornis:
  - Bubalornis albirostris;
  - Bubalornis niger;
- Род Dinemellia:
  - Dinemellia dinemelli;
- Род Sporopipes:
  - Sporopipes frontalis;
  - Sporopipes squamifrons;
- Род Amblyospiza:
  - Amblyospiza albifrons;
- Род Ploceus:
  - Ploceus baglafecht;
  - Ploceus bannermani;
  - Ploceus batesi;
  - Ploceus nigrimentus;
  - Ploceus bertrandi;
  - Ploceus pelzelni;
  - Ploceus subpersonatus;
  - Ploceus luteolus;
  - Ploceus ocularis;
  - Ploceus nigricollis;
  - Ploceus alienus;
  - Ploceus melanogaster;
  - Ploceus capensis;
  - Ploceus temporalis;
  - Ploceus subaureus;
  - Ploceus xanthops;
  - Ploceus aurantius;
  - Ploceus heuglini;
  - Ploceus bojeri;
  - Ploceus castaneiceps;
  - Ploceus princeps;
  - Ploceus castanops;
  - Ploceus xanthopterus;
  - Ploceus burnieri;
  - Ploceus galbula;
  - Ploceus taeniopterus;
  - Ploceus intermedius;
  - Ploceus velatus;
  - Ploceus katangae;
  - Ploceus ruweti;
  - Ploceus reichardi;
  - Ploceus vitellinus;
  - Ploceus spekei;
  - Ploceus spekeoides;
  - Ploceus cucullatus;
  - Ploceus grandis;
  - Ploceus nigerrimus;
  - Ploceus weynsi;
  - Ploceus golandi;
  - Ploceus dichrocephalus;
  - Ploceus melanocephalus;
  - Ploceus jacksoni;
  - Ploceus badius;
  - Ploceus rubiginosus;
  - Ploceus aureonucha;
  - Ploceus tricolor;
  - Ploceus albinucha;
  - Ploceus nelicourvi;
  - Ploceus sakalava;
  - Ploceus hypoxanthus;
  - Ploceus superciliosus;
  - Ploceus benghalensis;
  - Ploceus manyar;
  - Ploceus philippinus;
  - Ploceus megarhynchus;
  - Ploceus bicolor;
  - Ploceus preussi;
  - Ploceus dorsomaculatus;
  - Ploceus olivaceiceps;
  - Ploceus nicolli;
  - Ploceus insignis;
  - Ploceus angolensis;
  - Ploceus sanctithomae;
  - Ploceus flavipes;
- Род Malimbus:
  - Malimbus coronatus;
  - Malimbus cassini;
  - Malimbus ballmanni;
  - Malimbus racheliae;
  - Malimbus scutatus;
  - Malimbus ibadanensis;
  - Malimbus erythrogaster;
  - Malimbus nitens;
  - Malimbus malimbicus;
  - Malimbus rubricollis;
- Род Anaplectes:
  - Anaplectes rubriceps;
- Род Quelea:
  - Quelea cardinalis;
  - Quelea erythrops;
  - Quelea quelea;
- Род Foudia:
  - Foudia madagascariensis;
  - Foudia eminentissima;
  - Foudia omissa;
  - Foudia rubra;
  - Foudia sechellarum;
  - Foudia flavicans;
- Род Brachycope:
  - Brachycope anomala;
- Род Euplectes:
  - Euplectes afer;
  - Euplectes diadematus;
  - Euplectes gierowii;
  - Euplectes hordeaceus;
  - Euplectes franciscanus;
  - Euplectes orix;
  - Euplectes nigroventris;
  - Euplectes aureus;
  - Euplectes capensis;
  - Euplectes axillaris;
  - Euplectes macroura;
  - Euplectes albonotatus;
  - Euplectes ardens;
  - Euplectes hartlaubi;
  - Euplectes psammocromius;
  - Euplectes progne;
  - Euplectes jacksoni.